# Bottovo
Bottovo (in ungherese: Bottovó) è un comune della Slovacchia facente parte del distretto di Rimavská Sobota, nella regione di Banská Bystrica.
Il comune di Bottovo è stato creato nel 1926 con zone appartenenti precedentemente ai comuni di Dubovec, Cakov e Rimavská Seč. Nell'area, i conti Coburg insediarono in quell'anno coloni slovacchi provenienti dalle regioni dell'Orava e di Liptov. Pur essendo un villaggio etnicamente e compattamente slovacco, nel 1938 venne annesso dall'Ungheria.
Del comune di Bottovo fa parte anche la frazione di Dobrá.